# Christian Elsner
Christian Elsner   (Friburg de Brisgòvia, 11 d'agost de 1965) és un tenor alemany d'òpera i concert, i professor de veu acadèmic a la Hochschule für Musik Karlsruhe. Es va centrar primer en el lied i l'oratori, després va entrar a l'escenari de l'òpera en papers com el Tabarco de Händel i el Pedrillo de Mozart. Des del 2007, també va interpretar papers com Siegmund de Wagner i en teatres d'òpera i festivals internacionals.

## Carrera
Nascut a Friburg de Brisgòvia, Elsner va ser membre del cor de nois i més tard del cor de la catedral de la catedral de Friburg, on va rebre les primeres lliçons de cant amb el tenor d'òpera nord-americà Richard Riffel. A partir de 1987 va estudiar a la Musikhochschule Frankfurt (Universitat de Música de Frankfurt) amb Martin Gründler, on va estudiar vocologia. També va estudiar lied amb Charles Spencer i va prendre classes magistrals suplementàries amb Dietrich Fischer-Dieskau a Berlín i Neil Semer a Nova York.
Va aparèixer com a Tabarco a Armida de Händel al Festival Halle de Haendel el 1994, i com a Macduff a Macbeth de Verdi al Teatre d'Heidelberg. Va aparèixer com a convidat a l'Òpera de Frankfurt, al Staatstheater Mainz i al Teatre Bremen. Va interpretar el paper de Pedrillo a Die Entführung aus dem Serail de Mozart  –  Staatstheater Darmstadt la temporada 1996-97. També entre els seus papers lírics hi havia Lenski a Ievgueni Oneguin de Txaikovski i el paper principal a Idomeneo de Mozart.
Des del 2007, després d'un canvi de fach cap als papers d'Heldentenor, va aparèixer com Siegmund a Die Walküre de Wagner al Staatstheater Darmstadt. Un crític va assenyalar el seu cant líric de bel canto basat en la tècnica del lied, amb molts matisos de veu, dicció precisa, però també estable i present en les trucades de "Wälse" ("farbenreich, geschmeidig, textgenau und doch, wie in den "Wälse"- Rufen, stabil und präsent"). També va cantar el paper a la Semperoper de Dresden, i va aparèixer en el paper principal del Parsifal de Wagner a l'Òpera de l'Estat de Viena, al Deutsches Nationaltheater i Staatskapelle Weimar, i al Staatstheater Kassel.
Com a solista de concert va cantar a la Berliner Philharmonie, el Teatro alla Scala, el Carnegie Hall de Nova York i el Suntory Hall de Tòquio. Ha treballat amb directors com Marek Janowski, Mariss Jansons, Lorin Maazel, Yannick Nézet-Séguin, Simon Rattle i David Zinman. Va fer recitals de lieder amb el seu acompanyant habitual Burkhard Kehring i també Hartmut Höll i Gerold Huber a la Laeiszhalle d'Hamburg, a La Monnaie de Brussel·les i a festivals com el Beethovenfest de Bonn, el MDR Musiksommer i la Schubertiade de Feldkirch. Va cantar el solo de tenor al Te Deum de Bruckner al Festival de Salzburg. El 2015, va interpretar el paper de Johannes a l'oratori de Franz Schmidt El llibre amb set segells al Wiener Musikverein, dirigit per Manfred Honeck.
Va ser nomenat professor de veu a la Hochschule für Musik Würzburg el 2006 i ocupa el càrrec a la Hochschule für Musik Karlsruhe des del 2017.

## Premis
- 1989 Beca de l'Associació Internacional de Societats Wagner a Wiesbaden
- 1990 Premi Franz-Völker de Neu-Isenburg
- 1993 2n premi de l'Internationaler Walther Gruner-Wettbewerb a Londres[1]
- 1994 2n premi del Concurs Internacional de Música ARD a Múnic[1]

## Publicacions
- Lennie und die Zauberflöte. Amb il·lustracions de Beate Tamchina. Thiasos Musikverlag, Darmstadt 2002,ISBN 3-9805244-5-0 (Llibre per a nens després de la Zauberflöte de Mozart)
- Lennie in der Wolfsschlucht. Amb il·lustracions de Beate Tamchina. Thiasos Musikverlag, Darmstadt 2003,ISBN 3-9805244-7-7 (Llibre per a nens després del Freischütz de Weber)
- Lennie und der Ring des Nibelungen. Llibres a la carta, Norderstedt 2009,ISBN 3-8370-3071-7 (Llibre per a nens després de l'anell de Wagner)